# Hot (EP)
Hot là EP cũng như sản phẩm âm nhạc solo đầu tay của ca sĩ người Hàn Quốc Taeyang, thành viên ban nhạc K-pop Big Bang. EP được phát hành vào ngày 22 tháng 5 năm 2008 thông qua hãng đĩa YG Entertainment. Hai đĩa đơn trong EP được phát hành bao gồm "Hot" (tiếng Hàn: 기도; Prayer) và "Only Look At Me" (Hangul: 나만 바라봐; Naman Barabwa) đi kèm theo hai video âm nhạc. Track "Make Love" sau này được làm lại (thành bản tiếng Anh) và có mặt trong album đầu tiên của Big Bang tại Nhật mang tên Number 1. Thành viên cùng nhóm G-Dragon cũng thu âm "phần hai" của "Only Look At Me". Cả hai bản đều được thể hiện trong 2008 M.Net MKMF Awards, mà ở đó mỗi thành viên của Big Bang thể hiện một đoạn cùng nữ ca sĩ Lee Hyori. EP giành về cho Taeyang hai giải thưởng trong Lễ trao giải Korean Music Awards lần thứ 6 cho hạng mục Bài hát R&B/Soul hay nhất (cho "Only Look At Me") và Album R&B/Soul hay nhất.

## Danh sách bài hát
| STT              | Nhan đề                                            | Phổ lời          | Phổ nhạc                                                                    | Hòa âm                 | Thời lượng |
| ---------------- | -------------------------------------------------- | ---------------- | --------------------------------------------------------------------------- | ---------------------- | ---------- |
| 1.               | "Intro - Hot"                                      | G-Dragon         | G-Dragon, Brave Brothers                                                    | Brave Brothers         | 1:30       |
| 2.               | "Prayer (hợp tác với Teddy của 1TYM)" (기도; Gido) | Teddy            | Teddy, Kush                                                                 | Teddy, Kush            | 3:41       |
| 3.               | "Only Look At Me" (나만 바라봐; Naman Barabwa)     | Teddy            | Teddy, Kush                                                                 | Teddy                  | 4:01       |
| 4.               | "Sinner" (죄인; Jwein)                             | Yang Hyun Suk    | Gabe Lopez, Michael "Michaelangelo" Snyder, Sean Alexander, Drew Ryan Scott | Revel, JVC, Gabe Lopez | 3:13       |
| 5.               | "Baby I'm Sorry"                                   | G-Dragon         | Jeon Seung Woo                                                              | Jeon Seung Woo         | 4:06       |
| 6.               | "Make Love (hợp tác với Kush của Stony Skunk)"     | Kush             | Kush                                                                        | Kush                   | 3:25       |
| Tổng thời lượng: | Tổng thời lượng:                                   | Tổng thời lượng: | Tổng thời lượng:                                                            | Tổng thời lượng:       | 19:55      |

Nhạc mẫu
- "Prayer" sử dụng nhạc mẫu trong bài "High" của David Hallyday